# Beatgenerationen
Beatgenerationen var en gruppe amerikanske forfattere, også kaldet beatniks, der især var fremtrædende i de sene 1950'ere og tidlige 1960'ere. De vigtigste værker fra gruppen er Jack Kerouacs roman On the Road (dansk titel: Vejene) fra 1957, Allen Ginsbergs digt Howl fra 1956 og William S. Burroughs' roman Naked Lunch (dansk titel Nøgen frokost) fra 1959.

## Betydning og brug
Det var Jack Kerouac, der omkring 1948 første gang brugte ordet "beatgenerationen" til at beskrive sine venner og som en generel betegnelse for den anti-konforme ungdom i New York på det tidspunkt overfor forfatteren John Clellon Holmes (som udgav en tidlig roman, med titlen Go, om beatgenerationen i 1952 sammen med en slags manifest i New York Times Magazine: "This is the beat generation"). Adjektivet beat (som Herbert Huncke introducerede for gruppen) havde konnotationer til "træt" og "på hælene", men Kerouac tilføjede de paradoksagtige konnotationer til upbeat (dvs. optimistisk, underholdende), beatific (dvs. lyksalig) og "at være med på noderne", "holde takten".
At kalde denne relativt lille gruppe af håbefulde forfattere, studerende, bondefangere og narkomaner for en "generation" var at hævde, at de var repræsentative og betydningsfulde – starten på en ny bevægelse, ligesom den indflydelsesrige "Fortabte generation" umiddelbart efter 1. verdenskrig.
Når man skal prøve at definere beatgenerationen, er det vigtigt at huske på, at betegnelsen oprindeligt var en reference ikke blot til kredsen omkring Kerouac men også til hele den gryende modkultur. Pressen brugte udelukkende betegnelsen som henvisning til en lille gruppe forfattere – Ginsbergs, Kerouacs og Burroughs' venner. Pressen udpegede også fejlagtigt Ginsberg og Kerouac til at være de ledende inden for bevægelsen. Dette har ofte ført til forvirring om, hvem der rent faktisk tilhører den såkaldte beatgeneration. Forfattere, som godt kunne være med i beatgenerationen, benægter, at de nogensinde har været det pga. den snævre definition, som pressen anlagde. For eksempel kan de sige, at de var Ginsbergs og Kerouacs venner, men ikke deres tilhængere.
Derved opstår der to måder at definere beatgenerationen på – en bred og en snæver. En snæver definition omfatter kun de nærmeste venner, der relativt konsekvent betegnede sig selv som beatforfattere – fx Ginsberg, Kerouac, Neal Cassady, Gregory Corso og Peter Orlovsky. Hvis man benytter den brede definition, bliver denne lille gruppe ofte blot kaldt "The New York Beats", selvom Orlovsky ikke have megen forbindelse med New York. William S. Burroughs, som er en af de mest betydningsfulde personer i gruppen, har altid hårdnakket benægtet at være en del af beatgenerationen, men en fyldestgørende liste over inderkredsen må nødvendigvis omfatte ham. Selv Kerouac benægtede på sine ældre dage at være en del af beatgenerationen. I denne forstand ville bevægelser som San Francisco-renæssancen og Black Mountain-digterne være fuldstændigt særskilte bevægelser.
Hvis beatgenerationen defineres bredt (på samme måde som William Blake kan defineres som romantisk digter), omfatter definitionen andre forfattere, som blev fremtrædende i slutningen af 1950'erne og begyndelsen af 1960'erne, og som delte mange af de samme temaer og ideer (f.eks. spontanitet, åben komposition). Venskab eller i det mindste forbindelse med Ginsberg og Kerouac betyder, at en forfatter tilhører en sådan bredt defineret liste over beatforfattere. Listen ville omfatte San Francisco-digtere som Gary Snyder, Philip Whalen, Lew Welch, Lawrence Ferlinghetti, Harold Norse, Kirby Doyle; digtere som Michael McClure; surrealister som Philip Lamantia og Ted Joans; digtere med forbindelse til Black Mountain College, fx Robert Creeley, Denise Levertov og Robert Duncan; digtere fra den såkaldte New Yorker-skole som fx Frank O'Hara og Kenneth Koch; digtere der nu og da kaldes beatgenerations anden generation, fx LeRoi Jones/Amiri Baraka, Diane Di Prima, Anne Waldman, Bob Kaufman, Tuli Kupferberg, Ed Sanders, John Wieners, Jack Micheline, Ed Dorn, Jack Spicer og Richard Brautigan; mange tidligere undervurderede kvindelige forfattere som nu nyder meget større opmærksomhed, fx Joanne Kyger, Harriet Sohmers Zwerling, Janine Pommy Vega og Elise Cowen. Og yngre forfattere, som var bekendte af de tidligere nævnte forfattere (fx Bob Dylan, Ken Kesey, Jim Carroll, Ron Padgett) er nu og da med på listen. Adskillige andre ældre forfattere var tæt forbundet med beatgenerationens medlemmer, men da de havde slået deres navn fast meget tidligere, er det svært at regne dem med til den samme "generation". Disse forfattere omfatter San Francisco-renæssancens frontfigur Kenneth Rexroth og Black Mountain-skolens frontfigur Charles Olsen. Og da så mange af disse forfattere enten studerede hos William Carlos Williams eller så op til ham som idol og fulgte hans råd om at tale med en amerikansk stemme, opfattes beatforfatterne ofte som børn af Williams.
Uanset den ene eller anden definition var beatgenerationen nye bohemeagtige, ekstatiske epikuræere, der ofte gav sig i kast med spontan kreativitet. Stilen i deres værker kan synes kaotisk, men der var mening med kaos – den fremhævede hvad der for beatgenerationen var vigtigt: spontanitet, åbne følelser, et umiddelbart engagement i jordnære oplevelser. Beatforfatterne frembragte en mængde værker, der var kontroversielle, både i deres forsvar af non-konformiteten og i deres non-konforme stil.
Det første beatværk, der skabte landsdækkende opmærksomhed, var Ginsbergs Howl. En retssag for obskønitet hjalp berømmelsen på vej. Et af de berømteste beatværker, Kerouacs On the Road, som blev skrevet i 1952, og som indvarslede begyndelsen på beatforfatternes popularitet, blev ikke udgivet før 1957, og romanen nød godt af den berømmelse, som retssagen mod Howl førte med sig. Burroughs' hovedværk Naked Lunch blev også anklaget for obskønitet. Begge retssager var med til at bløde op for, hvad der kunne udgives i USA, hvilket betød, at hvis noget ansås for at have litterær værdi, så blev det ikke længere betragtet som obskønt.
I alle former for alternativ kultur (f.eks. hippiekulturen og punk, etc.), der har eksisteret siden da, er der ekkoer af beatgenerationen. Og da beatgenerationen have så stor direkte indflydelse på rockmusikere (stavningen af navnet "Beatles" er blot ét eksempel), har de været medvirkende til at skabe billedet af den oprørske rockstjerne. Beatgenerationen kan ses som den første moderne subkultur og den første ægte amerikanske litterære bevægelse siden Transcendentalisterne.

## Historie
Medlemmerne af den snævert definerede beatgeneration mødtes i New York – Jack Kerouac, Allen Ginsberg, William Burroughs (i 1940'erne) og senere (i 1950'erne) Gregory Corso – heraf navnet "New York Beats". Selvom endeløse rejser på kryds og tværs af USA er en del af deres romantiserede image, så endte de fleste centrale personer (med undtagelse af Burroughs) sammen i San Francisco i midten af 1950'erne, hvor de mødte og blev venner med folk, der havde forbindelse til San Francisco-renæssancen, fx Kenneth Rexroth, Gary Snyder, Lawrence Ferlinghetti, Michael McClure, Philip Whalen, Harold Norse, Lew Welch, and Kirby Doyle. De mødte mange andre digtere, som var flyttet til San Francisco, fordi stedet havde ry som et vigtigt nyt kreativt centrum. De mødte Bob Kaufman, som var den første, der rent faktisk blev kaldt "beatnik", og de mødte Philip Lamentia, Michael McClure, Tuli Kupferberg og medlemmer af det nyligt opløste Black Mountain College, der var på udkig efter et nyt centrum for deres fælles kreativitet – digtere som Robert Creeley og Robert Duncan.
Mange forfattere var inspireret af Howl og On the Road og sluttede sig til gruppen. Beatfolkene mødte de fleste af disse forfattere, da de vendte tilbage til New York: John Wieners, LeRoi Jones/Amiri Baraka, Diane Di Prima og Anne Waldman. New Yorker-skolens digtere, (inkl. Frank O'Hara, Kenneth Koch, John Ashbery og James Schuyler) fandt, at de havde meget tilfælles med denne voksende kreds og man reklamerede konstant for hinandens værker.
Måske lige så vigtig var de mindre åbenlyst kreative medlemmer af miljøet, som hjalp forfatterne med at forme deres intellektuelle omgivelser, og som forsynede dem med meget af deres materiale. Der var Herbert Huncke, en narkoman og småtyv, som Burroughs havde mødt i 1946, og som fandt på ordet "beat" og en masse andet junkie-sprog og junkie-livsstil. Der var Lucien Carr, som præsenterede mange af de centrale personer for hinanden, samt antropologen Hal Chase, som introducerede Neal Cassady i gruppen – Cassady, som var helten og symbolet på den amerikanske drøm, og som blev dyrket som et idol i meget beatlitteratur.
En betydningsfuld rolle blev også spillet af de ofte oversete kvinder i den oprindelige kreds, bl.a. Joan Vollmer og Edie Parker. Deres lejlighed på Manhattan fungerede ofte som litterær salon, og især Joan Vollmer var en seriøs deltager i gruppens maratonagtige diskussioner.

### Columbia-universitetet og knivdrabet på Kammerer
Den oprindelige gruppe mødtes på Columbia-universitetet – selvom de senere blev opfattet som anti-akademiske kunstnere, blev kimen til beatgenerationen lagt i et yderst akademisk miljø. For eksempel opstod mange af gruppens tidlige ideer som et resultat af diskussioner med lærere som fx Lionel Trilling og Mark Van Doren. Det var i det samme miljø, at klassekammerater som Louis Simpson og Donald Hall argumenterede til fordel for formalismen. Det var her, at Carr og Ginsberg diskuterede behovet for en "ny vision" for at komme væk fra de konservative ideer om litteratur, der herskede på Columbia-universitetet. Mødet med Burroughs, Huncke og Cassady gjorde, at det nye fokus blev lagt på oplevelser fra det virkelige liv frem for akademisk intellektualisering. Den vigtigste oplevelse, der på dette tidlige tidspunkt var med til at samle beatgenerationen, var nok knivdrabet på David Kammerer. Det var en af grundene til, at Burroughs fastholdt sit tætte-men-fjerne forhold til resten af gruppen. Det var en hændelse, som Kerouac forsøgte at beskrive i sin første roman The Town and the City'' og i en af sine sidste, The Vanity of Dulouz.
Burroughs blev født i St. Louis i staten Missouri i 1914, hvilket betød, at han var ca. 10 år ældre end de andre i gruppen. Mens han stadig boede i St. Louis, havde Burroughs mødt Kammerer – et bekendtskab, der antagelig var baseret på deres fælles homoseksualitet og litterære interesser.
Som leder af en ungdomsklub for drenge i midten af 1930'erne var David Kammerer blevet forgabt i den unge Lucien Carr. Kammerer begyndte at følge efter Carr rundt i landet i takt med, at Carr gik på (og blev smidt ud fra) forskellige skoler. På universitetet i Chicago i efteråret 1942 præsenterede Kammerer den 17-årige Carr for Burroughs.
Burroughs havde gået på Harvard-universitetet og levede af de penge, han fik fra sin relativt rige familie. Hans bedstefar havde opfundet Burroughs regnemaskinen, men størrelsen af familiens formue overdrives ofte.
De tre blev gode venner, og deres opførsel fik Burroughs smidt ud fra sin lejlighed og kulminerede med, at Carr blev indlagt på et psykiatrisk hospital efter et tilsyneladende selvmordsforsøg med gas (en anden udgave af historien hævder, at det var en måde at undgå militærtjeneste på).
I foråret 1943 flyttede Carrs familie ham til Columbia-universitetet i New York, og Kammerer og Burroughs fulgte kort tid efter.
På Columbia mødte Carr Allen Ginsberg, som han præsenterede for Burroughs og Kammerer. Edie Parker, der også var med i gruppen, præsenterede Carr for hendes kæreste Jack Kerouac, da denne vendte tilbage fra handelsflåden. I 1944 præsenterede Carr Kerouac og Burroughs for hinanden.
Kammerers besættelse af Carr var tydelig for enhver i gruppen, og han blev jaloux, da Carr indledte et forhold til en ung kvinde, Celine Young. I august 1944 dræbte Carr ham med en spejderkniv, muligvis i selvforsvar under et skænderi i en park ved Hudson-floden.
Carr smed liget i floden. Han kontaktede først Burroughs for at få råd, og Burroughs rådede ham til at få fat i en advokat og melde sig selv og hævde, at det var selvforsvar. I stedet henvendte Carr sig til Kerouac, som hjalp ham med at slippe af med kniven.
Carr meldte sig selv den efterfølgende morgen, og både Kerouac og Burroughs blev sigtet for meddelagtighed i forbrydelsen. Burroughs fik hurtigt fat i penge til kaution, men Kerouacs forældre nægtede at stille kaution for ham. Edie Parker og hendes familie hjalp ham på betingelse af, at Kerouac og Parker blev gift med det samme.

### Underverdenen på Times Square
Burroughs havde længe haft lyst til at eksperimentere med kriminalitet, og han fik gradvist kontakt med den kriminelle underverden i New York og blev involveret i hæleri og narkotikahandel – og blev afhængig af opiater i mange år. Burroughs mødte Herbert Huncke, der var en småkriminel narkoman, som ofte opholdt sig i området omkring Times Square.
Gruppen syntes, at Huncke var fascinerede. Ifølge Ginsberg var de på jagt efter den "yderste virkelighed", og de følte på en måde, at Huncke som en del af underklassen havde lært ting, som de selv var beskyttet imod pga. deres middel- og overklassetilværelse.
Dette medførte adskillige problemer. I 1949 kom Ginsberg i vanskeligheder med politiet (hans lejlighed var tæt pakket med tyvekoster; han havde været med i en bil fuld af tyvekoster, osv.). Han påberåbte sig sindssyge og blev indlagt på Bellevue-hospitalet, hvor han mødte Carl Solomon. Da Solomon blev indlagt, havde han været mere excentrisk end psykotisk – som fan af Antonin Artaud udviste han en selvbevidst "skør" opførsel, fx smed han kartoffelsalat efter en foredragsholder. Han skulle også have stjålet en sandwich fra cafeteriet og vist den til en sikkerhedsvagt. Hvis han ikke var sindssyg, da han blev indlagt, så blev han det dog angiveligt pga. de insulinchokbehandlinger, som man brugte på Bellevue – og som omtales i Ginsbergs digt Howl, der er dedikeret til Carl Solomon. Efter at være blevet udskrevet var Solomon medvirkende til, at Burroughs' første roman Junkie (1953) blev udgivet – kort før endnu en hændelse gjorde, at han blev indlagt igen.

### Neal Cassady
Neal Cassadys opdukken i 1947 havde en række virkninger. Adskillige fra gruppen var begejstret for Cassady – Ginsberg havde en affære med ham, og Kerouacs ture på landevejene med ham i slutningen af 1940'erne blev kernen i Kerouacs anden roman On the Road. Cassady er en af ophavsmændene til "rapping" – den løse spontane ævlen som senere blev forbundet med "beatniks". Han var ikke selv meget af en forfatter, selvom de andre forfattere var imponerede over den fritflydende stil i visse af hans breve, og for Kerouac var dette en af store inspirationskilder til hans spontane prosastil/-teknik, som han brugte i sine hovedværker (den anden tydelige indflydelseskilde var jazz-musikkens improviserede soloer). Romanen On the Road, der blev skrevet i nogenlunde den stil, gjorde Cassady (kaldet Dean Moriarty i bogen) til en kulturel ikon: en vildmand, ofte uden penge, som gik fra kvinde til kvinde, fra bil til bil, fra by til by, for det meste amoralsk men hektisk optaget af livet.
Tidsforskydningerne i forhold til udgivelsen af Kerouacs On the Road giver ofte anledning til forvirring. Bogen blev skrevet i 1952 – kort efter at John Clellon Holmes udgav Go og artiklen "This is the beat generation" – og bogen handler om ting, der skete meget tidligere, i slutningen af 1940'erne. Men da bogen ikke blev udgivet før 1957, fik mange den opfattelse, at den beskrev slutningen af 1950'erne.
Legenden om, hvordan On the Road blev skrevet, fik lige så stor indflydelse som selve bogen. Høj på amfetamin skrev Kerouac med stor hastighed på en sammenhængende rulle telegrafpapir, så han ikke behøvede at afbryde sine tankerækker for at skifte papir. Kerouacs holdning var, at "den første idé er den bedste idé" og han insisterede på, at man aldrig skulle revidere en tekst, når den først var skrevet – det er dog et spørgsmål, i hvor høj grad Kerouac selv overholdt dette. Selvom Kerouac fastholdt, at han skrev On the Road ud i én vild køre i løbet af tre uger, er det tydeligt fra manuskriptet og andet materiale, at han havde skrevet adskillige udkast og havde haft bogen i tankerne i årevis. Desuden gennemgik teksten mange ændringer mellem "papirrulleversionen" og den udgivne bog – hvilket også tyder på, at Kerouac ikke fulgte sin egen holdning til redigering – men i al retfærdighed skal også siges, at han havde skrevet bogen, inden han indtog denne holdning.

### Gregory Corso
I 1950 mødte Gregory Corso Ginsberg, som var imponeret over den lyrik, som Corso havde skrevet, mens han sad i fængsel for indbrud. Gregory Corso var den unge d'Artagnan, (for at bruge Ted Morgans udtryk) der sluttede sig til de oprindelige tre musketerer indenfor beatgenerationen, og i årevis talte man om de fire i sammenhæng – selvom opmærksomheden omkring Corso (der var den mindst produktive af de fire) falmede med tiden. Corsos første bog, The Vestal Lady on Brattle and Other Poems udkom i 1955.

### San Francisco
Senere skete der en gensidig påvirkning mellem beatforfatterne og forfattere i San Francisco-området (Ginsberg, Corso, Cassady og Kerouac boede alle i området i en periode). Ferlinghetti, som var medejer af City Lights Bookstore og trykkeri, blev centrum for miljøet sammen med den ældre digter Rexroth, hvis lejlighed fungerede som litterær salon. Ginsberg var blevet introduceret til Rexroth af sin læremester William Carlos Williams, der var en af Rexroths gamle venner. Da Ginsberg organiserede den berømte Six Gallery-oplæsning i 1955, fungerede Rexroth som toastmaster – på en måde dannede Rexroth bro mellem to generationer. Det var den første offentlige oplæsning af Ginsbergs Howl og opfattes som en af de vigtigste begivenheder i beatgenerationens historie, som bragte digterne fra østkysten og vestkysten sammen. Selve oplæsningen blev hurtigt legendarisk og førte til mange andre oplæsninger. Kort efter Six Gallery-oplæsningen skrev Ferlinghetti til Ginsberg: "Velkommen til begyndelsen på en strålende karriere. Hvornår får jeg manuskriptet?" Det var en parafrase over Thoreaus kommentar til Whitmans digte, en slags profeti om at Howl skulle tilføre lige så megen energi til den nye bevægelse, som Whitman tilførte digningen i det 19. århundrede. Det markerede også begyndelsen på beatbevægelsen, da udgivelsen af Howl og den efterfølgende obskønitetsretssag skabte landsdækkende opmærksomhed om mange af de andre medlemmer i gruppen..
Beskrivelsen af Six Gallery-oplæsningen udgør det andet kapitel i Jack Kerouacs roman fra 1958, The Dharma Bums, der handler om en anden digter, som læste op, nemlig Gary Snyder (der i romanen kaldes "Japhy Ryder"). De fleste beatforfattere kom fra byen, og de syntes, at Snyder var nærmest eksotisk med sin landlige baggrund og uddannelse indenfor kulturel antropologi og orientalske sprog. Lawrence Ferlinghetti kaldte ham "beatgenerationens Thoreau". Et af de centrale temaer i The Dharma Bums er buddhismen og de forskellige opfattelser, som Kerouac og Snyder havde af religionen. The Dharma Bums var utvivlsomt med til at gøre buddhismen populær i den vestlige verden.

### Beatgenerationens kvinder
Der er typisk kun lidt omtale af kvinder i den tidlige beatgenerations historie, og det er snarere en afspejling af datidens sexisme end et billede på tingenes virkelige tilstand.
Joan Vollmer (senere Joan Vollmer Adams Burroughs) var klart med fra begyndelsen, og alle beskriver hende som en meget intelligent og interessant kvinde. Men hun skrev ikke selv, og i modsætning til Neal Cassady var der ingen, der skrev om hende(skønt hun optræder som en mindre figur i flere forfatterers værker.). – hun er gået over i historien som William S. Burroughs' kone, som blev skudt af ham. (Det omtales nu og da som en "vådeskudsulykke", men selve begivenheden er åben for forskellige fortolkninger, fra mord til "hjælp til selvmord")..
Joan Vollmer omtales i On The Road i de kapitler, der handler om Kerouacs og Cassadys besøg hos "Old Bull Lee" (William Burroughs) i New Orleans, hvor hun kaldes "Jane". Hun beskrives paradoksalt nok som en fjern kvinde, der på intet tidspunkt "var mere end et par meter væk fra Old Bull" – man får således indtrykket af, at hun var kompleks og svær at komme til at kende.
Gregory Corso fastholder, at der var mange beatkvinder især hævder han, at det var en ung kvinde, som han mødte i 1955 (Hope Savage, også kaldet "Sura"), der indførte Kerouac og Ginsberg i emner som den kinesiske digter Li Po fra det 8. århundrede, og hun var faktisk deres første lærer i østens religioner (dette må dog siges at være en overdrivelse, idet Kerouac i 1954 i et brev til Ginsberg anbefaler en række værker om buddhismen).
Corso hævdede, at det var hårdt for kvinderne at slippe af sted med føre en bohemeagtig tilværelse på det tidspunkt; de blev opfattet som skøre og blev fjernet med magt (f.eks. ved at udsætte dem elektrochok). Dette bekræftes af Diane Di Prima i et interview i 1978 i The Beat Vision:
"I can't say a lot of really great women writers were ignored in my time, but I can say a lot of potentially great women writers wound up dead or crazy. I think of the women on the Beat scene with me in the early '50s, where are they now? I know Barbara Moraff is a potter and does some writing in Vermont, and that's about all I know. I know some of them ODed and some of them got nuts, and one woman that I was running around the Village with in '53 was killed by her parents putting her in a shock treatment place in Pennsylvania ..." ("Jeg siger ikke, at mange virkeligt store kvinder blev ignoreret i min tid, men mange potentielt store kvindelige forfattere enten døde eller blev sindssyge. Hvor er kvinderne fra beatmiljøet tidligt i 50'erne i dag? Jeg ved, at Barbara Moraff er keramiker i Vermont og skriver lidt, men det er vist også det hele. Jeg ved, at nogle døde af en overdosis, og nogle blev skøre, og en af de kvinder jeg havde meget at gøre med i Greenwich Village i 53 blev slået ihjel af sine forældre, som fik hende indlagt til behandling med elektrochock i Pennsylvania…")
Adskillige beatkvinder har dog holdt ved, især Joyce Johnson (forfatter af Minor Characters), Carolyn Cassady (forfatter af Off the Road), Hettie Jones (forfatter af How I Became Hettie Jones), Joanne Kyger (forfatter af As Ever; Going On; Just Space), Harriet Sohmers Zwerling og førnævnte Diane Di Prima (forfatter af This Kind of Bird Flies Backward, Memoirs of a Beatnik). Senere er der kommet kvindelige forfattere til, som har været meget influeret af beatforfatterne, fx Janine Pommy Vega i 1960'erne og Patti Smith i begyndelsen af 1970'erne.

### Samarbejde, inspiration og referencer
Samarbejde og gensidig inspiration er vigtige sider af enhver bevægelse; det er i sandhed rigtigt for beatgenerationen. Her er et par eksempler på samarbejde, gensidig reklame og inspiration samt referencer til forfatterne imellem i deres værker.
- Allen Ginsberg var utrættelig i forbindelse med at reklamere for de andre medlemmer af beatgenerationen. Han opfattede sig selv som gratis litterær agent for alle sine venner og for andre med lignende ideer. For eksempel var han medvirkende til at få William S. Burroughs' første bog (Junkie) udgivet. Det var i det hele taget Ginsberg, der til at begynde med opmuntrede Burroughs til at skrive.
- Jack Kerouac og William S. Burroughs samarbejdede tidligt på en parodi på den hårdkogte detektivroman i And the Hippos Were Boiled in Their Tanks.
- Jack Kerouac henviser til mange vigtige beatfolk i sin romaner. I to af hans vigtigste romaner (On the Road og Big Sur) spiller Neal Cassady og Gary Snyder en fremtrædende rolle.
- Gary Snyder dedikerede adskillige digte til Lew Welch og har refereret til andre beatfolk, fx Kerouac, i sine digte.
- Frank O'Hara taler i sine konversationsdigte ofte om at spise frokost med "LeRoi" (LeRoi Jones/Amiri Baraka)og refererer ofte til beatforfattere som fx Ginsberg og John Wieners.
- LeRoi Jones/Amiri Baraka refererer nu og da til andre beatforfattere i sine værker (f.eks. Snyder og Kerouac). Baraka og Diane Di Prima redigerede et tidsskrift kaldet Yugen, som udgav mange af beatforfatterne.

### Åben kontra lukket lyrik
En af måderne at forstå hvorfor beatgenerationen blev opfattet som radikal og en god måde at bedømme deres indflydelse på er at betragte det litterære establishment, især inden for lyrik, i 1950'erne og se på, hvordan det forandredes i 1960'erne. Lyrik i 1950'erne var kraftigt påvirket af T. S. Eliots ofte misfortolkede idé om, at lyrik er en flugt fra selvet, og af modernismens fokus på objektivitet. En lignende og måske endnu kraftigere påvirkning kom fra tilhængerne af New Criticism og deres forestilling om digtet som et objekt, der kan gøres fuldkommen; især værker af John Crowe Ransom og Robert Penn Warren havde stor indflydelse på den tid. Deres fokus på lyrikkens formelle aspekter, deres dyrkelse af den korte, ironiske lyrik førte til en øget udbredelse af den formalistiske lyrik og en forkærlighed for kortfattet lyrik. Da beatdigterne kom frem, blev de opfattet som sjuskede libertinere og i bedste fald som udtryk for et modelune skabt af medieopmærksomheden.
Denne konflikt blev sat i perspektiv af to rivaliserende antologier. Tre fortalere for den formalistiske lyrik, Louis Simpson, Donald Hall og Robert Pack ville lave en antologi med unge digtere, som de kaldte New Poets of England and America. Allen Ginsberg, der på det tidspunkt troede, at beatdigterne ville blive accepteret af det litterære establishment, tog en stak lyrik med til Simpson, sin gamle klassekammerat fra Columbia, bl.a. lyrik af Gary Snyder, Philip Whalen, Robert Duncan, Ed Dorn, Robert Creeley, Philip Lamantia, Denise Levertov, Michael McClure og Charles Olson, i håbet om at de kom med i den nye antologi. Simpson forkastede dem alle. Introduktionen til antologien blev skrevet af formalisternes helt, Robert Frost, og antologien omfattede lyrik af Robert Bly, Donald Justice, James Merrill, W. S. Mervin, Howard Nemerov, Adrienne Rich, Richard Wilbur og James Wright. Der er her ikke nogen klar skillelinie mellem konservativ og liberal lyrik. Antologien omfattede også digtere, der blev forbundet med den engelske pendent til beatgenerationen – The Angry Young Men – digtere som Kingsley Amis, Philip Larkin og Thom Gunn. Alligevel udgjorde antologien en rettesnor for, hvem der kunne accepteres af akademikerne og det litterære establishment. For eksempel blev Robert Lowell og W. D. Snodgrass banebrydende i skabelsen af, hvad der senere blev kaldt bekendelseslyrik, og som var med til endeligt at fjerne den strenge fokus på objektiviteten (Lowell blev angiveligt inspireret til at skrive mere personlig lyrik af Ginsberg og andre beatforfattere).
Donald Allen fra Grove Press accepterede mange af de manuskripter, som Ginsberg gav ham til hans konkurrerende antologi The New American Poets: 1945-1960. Denne antologi omfattede digtere som John Ashbery, Paul Blackburn, Ray Bremser, Gregory Corso, Robert Creeley, Ed Dorn, Kirby Doyle, Robert Duncan, Lawrence Ferlinghetti, Allen Ginsberg, LeRoi Jones, Jack Kerouac, Kenneth Koch, Philip Lamantia, Denise Levertov, Michael McClure, Frank O'Hara, Charles Olson, Joel Oppenheimer, Peter Orlovsky, James Schuyler, Gary Snyder, Jack Spicer, Lew Welch, Philip Whalen, John Wieners og Jonathan Williams. Donald Allen beskrev kontroversen som "åben form" (hans antologi) kontra "lukket form" (den anden antologi). Selvom det kan virke forsimplet (fx var mange af digterne i New Poets of England and America ikke strenge formalister, eller også havde de forladt formalismen), så er udviklingen indenfor lyrikken i den sidste halvdel af det 20. århundrede illustreret i disse to antologier.
Disse digtere har haft lige stor indflydelse på litteraturen, og man kan sige, at beatlitteraturen har ændret establishment'et, så den akademiske verden er mere åben overfor mere radikale former for litteratur. For eksempel er ti af digterne fra New Poets of England and America og ni fra The New American Poetry med i Norton Anthology of American Literature. Men Jack Kerouac har på trods af sin indflydelse på amerikansk kultur og sin status som amerikansk ikon aldrig været med i Norton. Og tre digtere fra New Poets of England and America har været poet laureate (dvs. hofdigter) i USA. Ingen beatdigter har nogensinde været poet laureate

## Beatnik-stereotypien
Det var journalisten Herb Caen, der i 1958 fandt på ordet beatnik som en nedsættende betegnelse, og det var sandsynligvis en reference til den nyligt opsendte russiske satellit Sputnik. Caens opfindelse og brug af ordet skulle nok antyde, at beatniks befandt sig i udkanten af samfundet, og at de sandsynligvis var pro-kommunistiske. Caens betegnelse vandt indpas og blev den almene betegnelse for den nye stereotype af mænd med fipskæg og alpehuer, som spillede på bongotrommer, mens kvinder i sort trikot dansede. Det skal bemærkes, at tusindvis af unge mennesker på universiteterne og i gymnasierne efterhånden opfattede sig selv som beatniks i slutningen af 1950'erne og begyndelsen af 1960'erne, og at mange af dem opførte sig i overensstemmelse med den offentlige opfattelse af beatniks – faktisk udgjorde de en slags kulturel bevægelse, der var adskilt for den litterære beatgeneration, og de var ofte stolte over at blive kaldt beatniks.

## Indflydelse på vestlig kultur
Der er mange forfattere, der kan siges at være påvirket af beatforfatterne, men beatgenerationen har i sig selv haft en enorm indflydelse på kulturen i den vestlige verden i det hele taget – større end blot påvirkningen fra nogle forfattere og kunstnere på andre forfattere og kunstnere.
Beatgenerationen kan på mange måder ses som den første subkultur (her menes subkultur i intellektuel, kunstnerisk, politisk og livsstilsmæssig forstand snarere end etnisk eller religiøs forstand). I den meget konformistiske tid efter 2. verdenskrig satte de spørgsmålstegn ved de traditionelle værdier og frembragte et brud med mainstream-kulturen, som den dag i dag skaber genklang – eller modstand.
Der er ingen tvivl om, at beatkulturen skabte stor interesse for at eksperimentere med livsstil (især mht. sex og narkotika), og den havde stor intellektuel indflydelse på de senere anti-autoritære bevægelser, der bl.a. stod bag modstanden mod krig, og mange af dem var meget aktive mht. at skabe en bred interesse for zenbuddhismen i den vestlige verden.
Allen Ginsbergs gav i A Definition of the Beat Generation følgende beskrivelse af de grundlæggende påvirkninger fra den kunstneriske beatgeneration:
- Åndelig frigørelse, seksuel "revolution" eller "frigørelse", dvs. homoseksuelles frigørelse, der til dels var medvirkende til kvindefrigørelsen, de sortes frigørelse.
- Afskaffelse af censur.
- Afmystificering og/eller afkriminalisering af visse love mod marihuana og andre former for narkotika.
- Udviklingen af rhythm and blues til rock and roll som en kunstform, eksemplificeret ved fx The Beatles, Bob Dylan og andre musikere inden for populærmusikken, der i de sene 1950'erne og i 1960'erne var påvirkede af beatgenerationens digtere og forfattere.
- Udbredelsen af en økologisk bevidsthed, der tidligt blev fremhævet af Gary Snyder og Michael McClure, ideen om en "frisk planet".
- Modstand mod den militær-industrielle maskincivilisation, som fremhævet i værker af Burroughs, Huncke, Ginsberg og Kerouac.
- Opmærksomhed på hvad Kerouac (med reference til den tyske historiker og filosof Oswald Spengler) kaldte "den anden religiøsitet", som vil udvikles i en avanceret civilisation.
- En tilbagevenden til værdsættelsen af idiosynkrasier i modsætning til statsstyret ensretning.
- Respekt for jorden og de oprindelige folkeslag og kulturer, som fx Kerouac proklamerede med sit slogan fra On the Road: "Jorden er indiansk".

Kernen i betegnelsen "beatgenerationen" kan man finde i Kerouacs On the Road: "Everything belongs to me because I am poor." ("Alt tilhører mig, fordi jeg er fattig")

## Overgangen til hippie-perioden
I løbet af 1960'erne undergik beatkulturen en forandring og gav plads for 1960'ernes modkultur, og i den offentlige sprogbrug blev betegnelsen "beatnik" erstattet af "hippie".
På mange måder var det en gradvis overgang. Mange af de oprindelige beatfolk vedblev med at være aktive, især Allen Ginsberg, der blev et fikspunkt for anti-krigsbevægelsen. Lige så påfaldende var det, at Kerouac ikke længere var med i miljøet. Han brød med Ginsberg og kritiserede protestbevægelserne for at være "nye undskyldninger for at være på tværs".
Beatfolkene havde generelt stor indflydelse på medlemmerne af den nye modkultur; fx blev Bob Dylan og Ginsberg nære venner. Ginsberg var også ven med ikonet Timothy Leary og hjalp ham med at dele LSD ud til indflydelsesrige folk (f.eks. Robert Lowell for at afmystificere paranoiaen, der herskede omkring narkotika.
Ginsberg boede i 1963 i San Francisco sammen med Neal Cassady og Charles Plymell og fik kontakt med folkene omkring Ken Kesey, der foretog eksperimenter med LSD på Stanford-universitetet, og Plymell var med til at udgive det første nummer af R. Crumps Zap Comix,
Cassady var buschauffør for en af de vigtigste tidlige hippiegrupper, Ken Keseys Merry Pranksters, hvor adskillige fra Grateful Dead var med. Et tegn på Kerouacs brud med den nye retning indenfor modkulturen var, da Merry Pranksters på Cassadys foranledning forsøgte at få Kerouac med. Kerouac afviste vredt invitationen og anklagede dem for at ødelægge den udgave af amerikansk kultur, som Kerouac satte pris på.
Ifølge Ed Sanders skete skiftet fra "beatnik" til "hippie" i forbindelse med en happening i 1967 i San Francisco, den såkaldte Human Be-In (hvor Allen Ginsberg, Gary Snyder og Michael McClure førte an i mængden af mennesker, der messede "Om"). Ginsberg var også til stede under en anden vigtig hippie-begivenhed, nemlig protesten under demokraternes konvent i 1968, og han var ven med Abbie Hoffman og andre medlemmer af Chicago Seven.
Der var stilistiske forskelle mellem beatniks og hippier – de mørke farver, solbriller og fipskæg blev erstattet af farverig psykedelisk påklædning og langt hår. Beatfolkene var kendt for at "play it cool* (dvs. holde lav profil), mens hippierne blev kendt for "being cool" (dvs. at give udtryk for deres individualitet).
Foruden ændringen i stil fandt der også en ændring i indhold sted. Beatfolkene var i det store hele apolitiske, men hippierne var aktivt engagerede i borgerrettigheds- og anti-krigsbevægelserne. Gary Snyder sagde i 1974 i et interview:
... the next key point was Castro taking over Cuba. The apolitical quality of Beat thought changed with that. It sparked quite a discussion and quite a dialogue; many people had been basic pacifists with considerable disillusion with Marxian revolutionary rhetoric. At the time of Castro's victory, it had to be rethought again. Here was a revolution that had used violence and that was apparently a good thing. Many people abandoned the pacifist position at that time or at least began to give more thought to it. In any case, many people began to look to politics again as having possibilities. From that follows, at least on some levels, the beginning of civil rights activism, which leads through our one whole chain of events: the Movement.  ("…næste vigtige punkt var Castros overtagelse af Cuba. Det apolitiskle aspekt ved beatgenerationens tankegang ændredes med dette. Det affødte masser af diskussion; mange havde grundlæggende været pacifister og disllusionerede med den marxistiske retorik. Da Castro sejrede, genovervejede man. Her var en revolution, der havde brugt vold, og det var tilsyneladende en god ting. Mange ændrede deres pacifistiske holdning eller i det mindste begyndte at tænke over den. Hvor om alting er, så begyndte folk igen at se mulighederne inden for politik. Det førte til en vis grad til begyndelsen på borgerrettighedsbevægelsen.")
We had little confidence in our power to make any long range or significant changes. That was the 50s, you see. It seemed that bleak. So that our choices seemed entirely personal existential lifetime choices that there was no guarantee that we would have any audience, or anybody would listen to us; but it was a moral decision, a moral poetic decision. Then Castro changed things, then Martin Luther King changed things. ("Vi havde ikke megen tiltro til vores egen avne til at ændre tingene ret meget. Det var trods alt i 1950'erne og tingene var trøstesløse. Så de valg vi traf var på et personligt eksistentielt plan uden garanti for, at vi havde et publikum; men det var en moralsk beslutning, en moralsk digterisk beslutning. Men så ændrede Castro det hele, så ændrede Martin Luther King det hele…")

## Narkotika
De oprindelige medlemmer af beatgenerationen – dem Ginsberg kaldte "libertinerne" – tog mange former for narkotika.
Foruden alkohol, som var almindeligt i amerikansk kultur, var de også interesserede i marihuana, benzedrin og, i visse tilfælde, opiater som fx morfin. Med tiden begyndte mange af dem også at tage andre psykedeliske stoffer, som fx peyote, yage og LSD.
Megen af denne brug kunne kaldes "eksperimenterende", da de generelt ikke vidste noget om stoffernes virkning, og da der var intellektuelle aspekter i deres interesse udover den simple jagt på rusvirkningen.
I takt med at beatfænomenet spredte sig (og "beatnik" blev til "hippie"), blev brugen af stoffer også mere udbredt. Hippierne tog typisk psykedeliske stoffer (marihuana, LSD), selvom brugen af andre stoffer, fx amfetamin, også var udbredt.
Det kan være svært at bedømme resultaterne af denne "eksperimenteren". Det var almindeligt at hævde, at nogle af stofferne var fremmende for kreativiteten, og at stofferne havde stor indflydelse på datidens sociale begivenheder.

## Historisk sammenhæng
Efterkrigstiden var en tid, hvor den man inden for den herskende kultur var desperat for sikre ordnede forhold; men der var en stærk intellektuel understrøm, der ønskede spontanitet og et ophør af den mentale undertrykkelse; et romantisk ønske om en mere dionysisk tilværelse.
Beatgenerationen var et udtryk for denne understrøm (og med tiden også hovedfokus for energien), men de var ikke de eneste. Før Kerouac tog "spontan prosa" til sig, var der andre kunstnere der forsøgte at udtrykke sig ved at give afkald på styringen, bl.a. jazzens improvisatoriske element. Bop-musikken med især Charlie Parker og andre i spidsen påvirkede mange inden for beatgenerationen.
Man kan finde tætte paralleller mellem beatgenerationens skrifter og malerier af fx Jackson Pollack og andre såkaldte abstrakte ekspressionister som fx Willem de Kooning og Franz Kline. Det er ikke overraskende, at medlemmer af New York School of Abstract Expressionism var venner med mange inden for beatgenerationen; de var så tæt forbundet med sideløbende bevægelser som fx New York School of Poetry og Black Mountain-skolen.
Black Mountain sættes i forbindelse med mange andre kunstnere fra efterkrigstiden, der ringeagtede styring, ofte med det modsatte formål at undertrykke egoet og undgå at udtrykke sig selv – her kan nævnes værker af komponisten og forfatteren John Cage og malerier af Robert Rauschenberg. Den "cut-up"-teknik, som Brion Gysin udviklede, og som Burroughs overtog efter udgivelsen af Naked Lunch, minder meget om Cages "chance operations"
"Cut-up"-teknikken har måske sine rødder hos dadaisten og surrealisten Tristan Tzara, som anbefalede, at man kom ord, der var klippet i stykker, i en sæk for derefter at trække dem tilfældigt op og skabe et digt. Dadaismen og surrealismen er nok de bevægelser, der haft størst indflydelse på beatgenerationen: dadaismen med dens angreb på den elitære finkultur og med dens dyrkelse af spontaniteten; surrealismen med dens ændring af dadaismen til positive sociale hensigter og med dens fokuseren på det ubevidste. Begge bevægelser udviklede sig som en reaktion på 1. verdenskrig på samme måde som beatgenerationen var en reaktion på Amerika efter 2. verdenskrig. Carl Solomon præsenterede surrealisten Antonin Artauds værker for Allen Ginsberg. Artaud påvirkede også mange andre beatforfattere, ligesom André Bretons lyrik også havde indflydelse. Da surrealismen på mange måder stadig var i live som bevægelse i 1950'erne, havde beatforfatterne kontakt til mange surrealister og tidligere dadaister. Beatforfattere som Rexroth og Ferlinghetti oversatte megen fransk lyrik til engelsk og introducerede på denne måde lyrikken til et engelsktalende publikum.
Mange andre franske forfattere, der stadig var aktive i 1950'erne, havde enorm indflydelse på beatgenerationen – forfattere som Louis-Ferdinand Celine og Jean Genet. Ældre franske forfattere rangerer også højt på listen over beatgenerationens inspirationskilder; Apollinaire for eksempel, og symbolister som fx Arthur Rimbaud og Charles Baudelaire.
Med hensyn til ældre lyriske bevægelser er den vigtigste for beatgenerationen nok den romantiske bevægelse Som beatgenerationen fremkom romantikerne som en reaktion på krigen (i dette tilfælde den franske revolution). Og på mange måder oplevede Amerika i 1950'erne en genopblussen af oplysningstidens idealer, som romantikerne havde kæmpet imod. Hvis man forsimplet ser litteratur som en svingning mellem romantikkens og oplysningstidens værdier, ville beatgenerationen klart vælge romantikken.
Enkelte romantiske forfattere havde endog stor indflydelse på beatforfatterne. Gregory Corso tilbad Percy Busshe Shelley som en helt. Ginsberg nævner Shelleys Adonais i begyndelsen af sit digt Kaddish og omtaler det som en vigtig inspirationskilde. Michael McClure sammenlignede Ginsbergs Howl med Shelleys gennembrudsdigt Queen Mab. Ginsbergs vigtigste romantiske inspirationskilde var William Blake, der optrådte i Ginsbergs hallucinatoriske åbenbaring i 1948, og Ginsberg brugte det meste af sit liv på at studere Blake. Blake påvirkede også Michael McClure meget. Ginsbergs og McClures første samtale handlede om Blake – McClure opfattede ham som revolutionær; Ginsberg ham som profet.
Af lige så stor betydning som de britiske romantikere var hvad man kan kalde den amerikanske romantik med forfattere som Henry David Thoreau, Ralph Waldo Emerson, Herman Melville og især Walt Whitman.

## Beatgenerationen i Danmark
I Danmark har vi Dan Turèll og Peter Laugesen som eksponenter for den danske beatgeneration. Men også Flemming Palle Jacobsen (F. P. Jac) skrev sit gennembrudsværk Misfat med fødderne i Beatgenerationen.

## Forbindelsen til rockmusikken
Beatgenerationen havde måske endda endnu større indflydelse på rockmusikken (hvis man betragter den efterfølgende indflydelse som beatfans som fx The Beatles, Bob Dylan, Jim Morrison, etc. har haft). Billedet af den oprørske rockstjerne svarer på mange måder til billedet af fx Dean Moriarty i On the Road, der var en roman der direkte påvirkede mange rockmusikere. Af indflydelse kan nævnes:
- En af grundene til at the Beatles stavede deres navn med "a" var angiveligt, at John Lennon var fan af Kerouac.[14] Ginsberg blev senere venner med medlemmer af The Beatles, og Paul McCartney spillede guitar på Ginsbergs album Ballad of the Skeletons.
- Ginsberg var en nær ven af Bob Dylan og turnerede med ham i 1975. Dylan nævner selv Ginsberg og Kerouac som store inspirationskilder.
- Jim Morrison omtaler Kerouac som en af sine største inspirationskilder. Morrison studerede en kort overgang poesi hos Lawrence Ferlinghetti. Michael McClure var også venner med medlemmer af The Doors og turnerede på et tidspunkt sammen med tangentspilleren Ray Manzarek.
- Ginsberg var venner med, og Cassady medlem af Ken Keseys Merry Pranksters, der også omfattede medlemmer af Grateful Dead.
- I 1970'erne var Burroughs venner med Mick Jagger, Lou Reed og Patti Smith, ligesom han lagde stemme til et nummer på Laurie Andersons album Mister Heartbreak.
- Tom Waits, der er en stor beatfan og indbegrebet af en beattype, skrev nummeret "Jack and Neal" om Kerouac og Cassady, og han indspillede "On the Road", der er en sang, som Kerouac skrev. Waits skrev også The Black Rider sammen med Burroughs.
- Ginsberg har arbejdet sammen med The Clash. Burroughs har arbejdet sammen med Sonic Youth, R.E.M., Ministry, etc.
- Bono fra U2 omtaler Burroughs som en stor inspirationskilde, og Burroughs har medvirket i en U2-video.
- Burroughs lavede et album med titlen The Priest They Called Him sammen med Kurt Cobain.
- Beatgenerationen omtales i sange af så forskelligartede kunstnere som Beastie Boys, 10,000 Maniacs, They Might Be Giants, Van Morrison, King Crimson, etc.

Denne artikel er en delvis oversættelse og bearbejdelse af artiklen Beat Generation på den engelske Wikipedia.